# Мартыновский район
Марты́новский райо́н — административно-территориальная единица (район) и муниципальное образование (муниципальный район) в составе Ростовской области Российской Федерации.
Административный центр — слобода Большая Мартыновка. Расстояние до Ростова-на-Дону — 193 км.

## История
Первое упоминание в документах о слободе Городищенской при реке Сал, она же — Мартыновка, относится к 1772 году. Слобода была основана на месте древнего городища кочевых народов (отсюда первое название — слобода Городищенская). После появления хутор Малая Мартыновка, слобода Мартыновка получила новое название — Большая Мартыновка.
История современной системы расселения на территории Мартыновского района насчитывает около четырёх веков. Эта территория заселялась крестьянами из центральных губерний России, испытывавших аграрное перенаселение, а также оседлыми калмыками-скотоводами, поэтому здесь не было казачьих станиц, а преобладали сёла, слободы и хутора. Позднее они образовали Мартыновскую волость, которая входила в состав Сальского округа с центром в станице Великокняжеской (ныне — город Пролетарск).
В конце декабря 1919 года на Мартыновской земле была установлена советская власть. В 1924 году Мартыновская волость была упразднена и по 1934 год входила в состав Романовского района (ныне — Волгодонской с центром в станице Романовской).
В 1935 году был организован Мартыновский район с населением в 19 тыс. человек. В 1935 году здесь действовало 36 колхозов, 2 совхоза и 2 МТС, а также 9 небольших предприятий, включавших 3 электростанции, кирпичный завод, ремонтно-механическую мастерскую, мельницу и др. Перед Великой Отечественной войной в районе насчитывалось 27 школ, 3 библиотеки, 7 больниц, амбулаторий и фельдшерских пунктов, 40 предприятий торговли, 8 предприятий связи.
После образования в сентябре 1937 год Ростовской области, в 1938 году было утверждено её новое административное деление и подтверждено наличие Мартыновского района.
В период войны район был в оккупации с августа 1942 по январь 1943 года. Ущерб, причинённый немецкой оккупацией, составил 140 млн рублей. Каждый третий житель района, из числа ушедших на фронт, не вернулся.
В 1944 году территория района была расширена за счёт присоединения к нему пяти сельсоветов расформированного Калмыцкого района (с центром в селе Зимовники). В феврале 1963 года район был упразднён, а его территория включена в состав Цимлянского и Семикаракорского районов. Район в нынешнем составе был восстановлен в ноябре 1965 года.
В послевоенный период в непосредственной близости от района были созданы Цимлянский гидроузел, включая водохранилище, а также ГЭС, Донской Магистральный канал, прошедший по территории района и питающий Мартыновскую оросительную систему. На основе этих водных объектов были проведены крупномасштабные работы по мелиорации земель в районе. Это позволило оросить от 25 до 30 процентов пашенных земель района. Появилась новая отрасль сельского хозяйства — рисосеяние. В севооборот было введено 33,4 тыс. га орошаемой пашни. На этих землях резко возросло производство кормов, на основе чего возникла крупная Братская откормочная площадка для КРС. Ежегодно с этой площадки государство получало более 5 тыс. тонн мяса.
Занимая четвертую часть сельхозугодий района, орошаемые земли давали половину его валовой продукции сельского хозяйства. Среднегодовой выпуск промышленной продукции составлял 17 млн рублей. В районе действовали 41 школа, 41 клуб и Дом культуры, 30 библиотек, детская музыкальная школа, 5 спортивных комплексов.
В 1972 году слобода Большая Мартыновка была преобразована в рабочий посёлок (пгт), но в 2003 году по желанию населения вновь стала слободой.
В 1985 году государство санкционировало антиалкогольную кампанию и тем самым инициировало крупномасштабный развал высокорентабельной отрасли сельского хозяйства района — виноградарства. Последствия этого развала не преодолены до сих пор.
В 1990-е годы экономика района, как и страна в целом, стали переходить на рыночные методы хозяйствования, не имея чёткого, обоснованного плана действий. Коллективная система хозяйствования практически развалилась на множество мелких недееспособных акционерных организаций. Появились маломощные и финансово слабые фермерские и крестьянские хозяйства, почти не имеющие оборотных средств для закупки современных средств производства. Перестали функционировать мелиоративные сети и рисоводческое хозяйство в целом, все предприятия района понесли колоссальные потери, многие прекратили свою деятельность. Это привело к возникновению безработицы как нового явления в жизни страны и резкому снижению уровня жизни подавляющей части населения. Это в свою очередь резко сократило его покупательную способность, стимулирующую рост производства потребительских видов товарной продукции.
Возрождение экономики началось с менее пострадавшего приусадебного сельского хозяйства, розничной торговли и жилищного строительства. Многие предприятия до сих пор не вышли на докризисный уровень производства, а некоторые некогда процветавшие производства после развала не возродились до сих пор.
Мартыновский район как муниципальное образование в современном его виде сформировался в 2004 годув ходе реформы административно-территориального устройства в соответствии с Федеральным Законом от 06.10.2003 г. № 131-ФЗ «Об общих принципах местного самоуправления в РФ» и Постановлением администрации Ростовской области от 12.02.2004 г. № 66 «О первоочередных мерах по проведению реформы местного самоуправления».
В последний раз границы района незначительно корректировались в 2007 году.

## География
Мартыновский район расположен в восточной части Ростовской области, в её центральной орошаемой зоне, в междуречье Дона и Сала, в треугольнике Ростов-на-Дону — Волгодонск — Сальск. Район входит в состав Восточного внутриобластного района (ВВР, он же — Волгодонская система расселения или экистическая зона).
Расстояние от райцентра — слободы Большой Мартыновки — до Ростова-на-Дону составляет 193 км, до центра Восточного внутриобластного района (зоны), ближайшей железнодорожной станции и речного порта — города Волгодонска — 72 км по автодорогам и около 30 км — от северо-восточной границы района. На северо-запад от района расположены малые города-райцентры Семикаракорск (в 75 км) и Константиновск (в 68 км), возглавляющие районы в составе того же ВВР. Расстояние от границы района до ближайшей речной пристани на Дону — в станице Романовской — 25 км, до морского порта в Азове — 223 км, в Таганроге — 265 км, до аэропорта «Волгодонск» в городе Цимлянске — 97 км, до аэропорта в Ростове-на-Дону — 185 км.
Неподалёку от восточных границ района в пределах соседнего Волгодонского района заканчивается железная дорога от разъезда Саловского до посёлка Центрального, так же имеется ветка в поселок Восход.
Раньше железнодорожные пути доходили до поселка Южный и на дюкер Донского Магистрального канала (недалеко от хутора Пробуждение).

## Население
В топ 3 населенных пунктов Мартыновского района входят слобода Большая Мартыновка, слобода Большая Орловка и поселок Южный , в которых развита инфраструктура, здравоохранение, социальная сфера, торговля и многое другое.
| 2002    | 2009    | 2010    | 2011    | 2012    | 2013    | 2014    | 2015    | 2016    |
| ------- | ------- | ------- | ------- | ------- | ------- | ------- | ------- | ------- |
| 40 499  | ↘38 191 | ↘36 545 | ↘36 449 | ↘36 014 | ↘35 613 | ↘35 121 | ↘34 773 | ↘34 678 |
| 2017    | 2018    | 2019    | 2020    | 2021    |         |         |         |         |
| ↘34 536 | ↘34 373 | ↘34 319 | ↘34 202 | ↗34 709 |         |         |         |         |

Национальный состав

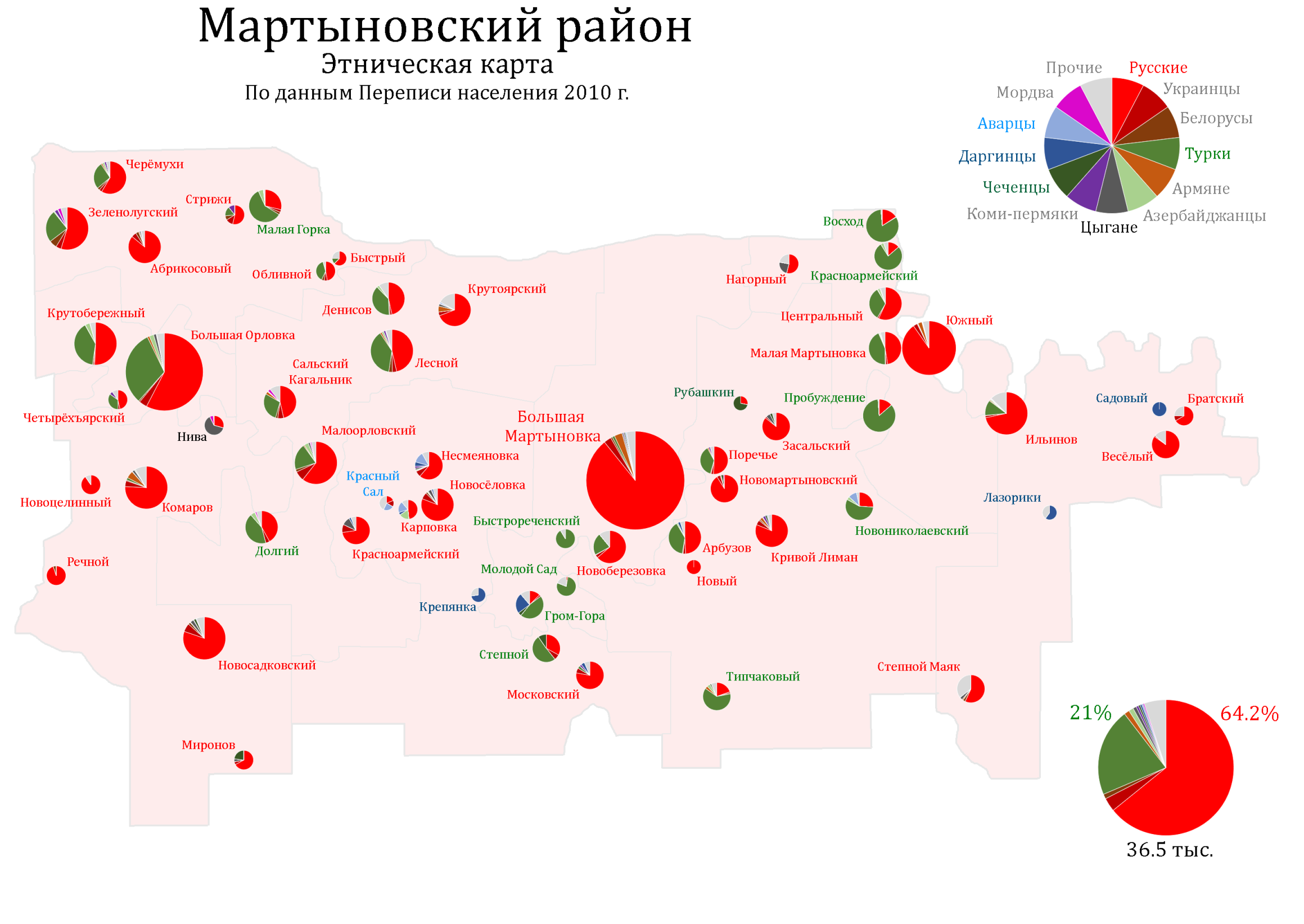
Этническая карта Мартыновского района по каждому населённому пункту, перепись 2010 г.

По итогам переписи населения 2020 года проживали следующие национальности (национальности менее 0,1 % и другое см. в сноске к строке «Другие»):
| Национальность   | Численность, чел. | Доля     |
| ---------------- | ----------------- | -------- |
| Русские          | 22 360            | 64,77 %  |
| Турки            | 8607              | 24,93 %  |
| Армяне           | 435               | 1,26 %   |
| Цыгане           | 358               | 1,04 %   |
| Украинцы         | 327               | 0,95 %   |
| Чеченцы          | 207               | 0,60 %   |
| Турки-месхетинцы | 200               | 0,58 %   |
| Даргинцы         | 191               | 0,55 %   |
| Азербайджанцы    | 183               | 0,53 %   |
| Аварцы           | 174               | 0,50 %   |
| Другие           | 1478              | 4,29 %   |
| Итого            | 34 520            | 100,00 % |

## Муниципально-территориальное устройство
| № | Сельские поселения                 | Админ. центр               | Количество населённых пунктов | Население | Площадь, км² |
| - | ---------------------------------- | -------------------------- | ----------------------------- | --------- | ------------ |
| 1 | Большеорловское сельское поселение | слобода Большая Орловка    | 3                             | ↗5288     | 65,20        |
| 2 | Зеленолугское сельское поселение   | посёлок Зеленолугский      | 7                             | ↘3543     | 170,57       |
| 3 | Ильиновское сельское поселение     | хутор Ильинов              | 6                             | ↘1728     | 216,92       |
| 4 | Комаровское сельское поселение     | хутор Комаров              | 6                             | ↗2256     | 244,36       |
| 5 | Малоорловское сельское поселение   | хутор Малоорловский        | 6                             | ↘5123     | 262,20       |
| 6 | Мартыновское сельское поселение    | слобода Большая Мартыновка | 5                             | ↗6455     | 192,76       |
| 7 | Новосёловское сельское поселение   | хутор Новосёловка          | 8                             | ↗1957     | 271,36       |
| 8 | Рубашкинское сельское поселение    | посёлок Новомартыновский   | 10                            | ↘3299     | 368,26       |
| 9 | Южненское сельское поселение       | посёлок Южный              | 6                             | ↗4598     | 128,06       |

| №  | Населённый пункт   | Тип     | Население | Муниципальное образование          |
| -- | ------------------ | ------- | --------- | ---------------------------------- |
| 1  | Абрикосовый        | посёлок | 427       | Зеленолугское сельское поселение   |
| 2  | Арбузов            | хутор   | ↗640      | Рубашкинское сельское поселение    |
| 3  | Большая Мартыновка | слобода | ↘6158     | Мартыновское сельское поселение    |
| 4  | Большая Орловка    | слобода | ↘4063     | Большеорловское сельское поселение |
| 5  | Братский           | хутор   | 71        | Ильиновское сельское поселение     |
| 6  | Быстрореченский    | посёлок | 93        | Мартыновское сельское поселение    |
| 7  | Быстрый            | посёлок | 30        | Зеленолугское сельское поселение   |
| 8  | Весёлый            | хутор   | 307       | Ильиновское сельское поселение     |
| 9  | Восход             | посёлок | ↗591      | Южненское сельское поселение       |
| 10 | Гром-Гора          | посёлок | 203       | Мартыновское сельское поселение    |
| 11 | Денисов            | хутор   | 933       | Малоорловское сельское поселение   |
| 12 | Долгий             | хутор   | 719       | Малоорловское сельское поселение   |
| 13 | Засальский         | хутор   | 335       | Рубашкинское сельское поселение    |
| 14 | Зеленолугский      | посёлок | 1486      | Зеленолугское сельское поселение   |
| 15 | Ильинов            | хутор   | 1202      | Ильиновское сельское поселение     |
| 16 | Карповка           | хутор   | ↘95       | Новосёловское сельское поселение   |
| 17 | Комаров            | хутор   | 1046      | Комаровское сельское поселение     |
| 18 | Красноармейский    | хутор   | ↘243      | Новосёловское сельское поселение   |
| 19 | Красноармейский    | посёлок | 191       | Южненское сельское поселение       |
| 20 | Красный Сал        | хутор   | ↘15       | Новосёловское сельское поселение   |
| 21 | Крепянка           | хутор   | ↘12       | Новосёловское сельское поселение   |
| 22 | Кривой Лиман       | хутор   | 710       | Рубашкинское сельское поселение    |
| 23 | Крутобережный      | посёлок | 1280      | Большеорловское сельское поселение |
| 24 | Крутоярский        | посёлок | 461       | Малоорловское сельское поселение   |
| 25 | Лазорики           | посёлок | 17        | Ильиновское сельское поселение     |
| 26 | Лесной             | хутор   | 1018      | Малоорловское сельское поселение   |
| 27 | Малая Горка        | посёлок | 977       | Зеленолугское сельское поселение   |
| 28 | Малая Мартыновка   | хутор   | 738       | Южненское сельское поселение       |
| 29 | Малоорловский      | хутор   | 1313      | Малоорловское сельское поселение   |
| 30 | Миронов            | хутор   | 62        | Комаровское сельское поселение     |
| 31 | Молодой Сад        | посёлок | 117       | Мартыновское сельское поселение    |
| 32 | Московский         | хутор   | ↗263      | Новосёловское сельское поселение   |
| 33 | Нагорный           | посёлок | 65        | Южненское сельское поселение       |
| 34 | Несмеяновка        | хутор   | ↘348      | Новосёловское сельское поселение   |
| 35 | Нива               | хутор   | 65        | Комаровское сельское поселение     |
| 36 | Новоберёзовка      | посёлок | ↗721      | Мартыновское сельское поселение    |
| 37 | Новомартыновский   | посёлок | 255       | Рубашкинское сельское поселение    |
| 38 | Новониколаевский   | хутор   | 242       | Рубашкинское сельское поселение    |
| 39 | Новосадковский     | хутор   | 1144      | Комаровское сельское поселение     |
| 40 | Новосёловка        | хутор   | ↘889      | Новосёловское сельское поселение   |
| 41 | Новоцелинный       | посёлок | 114       | Комаровское сельское поселение     |
| 42 | Новый              | хутор   | 3         | Рубашкинское сельское поселение    |
| 43 | Обливной           | хутор   | ↗131      | Зеленолугское сельское поселение   |
| 44 | Поречье            | посёлок | 316       | Рубашкинское сельское поселение    |
| 45 | Пробуждение        | хутор   | 469       | Рубашкинское сельское поселение    |
| 46 | Речной             | посёлок | 79        | Комаровское сельское поселение     |
| 47 | Рубашкин           | хутор   | 45        | Рубашкинское сельское поселение    |
| 48 | Садовый            | хутор   | 7         | Ильиновское сельское поселение     |
| 49 | Сальский Кагальник | хутор   | 906       | Малоорловское сельское поселение   |
| 50 | Степной            | хутор   | ↘129      | Новосёловское сельское поселение   |
| 51 | Степной Маяк       | посёлок | 323       | Ильиновское сельское поселение     |
| 52 | Стрижи             | посёлок | 51        | Зеленолугское сельское поселение   |
| 53 | Типчаковый         | посёлок | 319       | Рубашкинское сельское поселение    |
| 54 | Центральный        | посёлок | 764       | Южненское сельское поселение       |
| 55 | Черемухи           | посёлок | 649       | Зеленолугское сельское поселение   |
| 56 | Четырёхъярский     | посёлок | 135       | Большеорловское сельское поселение |
| 57 | Южный              | посёлок | ↗2519     | Южненское сельское поселение       |

## Местное самоуправление
Главы администрации района
- до 2023 года - Анатолий Николаевич Тесленко
- с 2023 года (и. о.) - Олег Владимирович Дьяконов

## Известные люди
- Будённый, Семён Михайлович (1883-1973) — советский полководец, один из первых Маршалов Советского Союза (1935). Трижды Герой Советского Союза (1958, 1963, 1968), кавалер восьми орденов Ленина, полный кавалер Георгиевского креста и Георгиевской медали всех степеней.
- Чубенко, Василий Эдуардович (1971—2005) — российский военный деятель, полковник, Герой Российской Федерации.

## Экономика
Основная отрасль экономики района — сельское хозяйство, специализирующееся преимущественно на производстве и переработке продукции растениеводства. Всего в районе создано 16 товариществ с ограниченной ответственностью, 2 акционерных общества, производственный сельскохозяйственный кооператив, подсобное хозяйство. Эти предприятия являются основными сельхозпроизводителями.
Также на территории района добывают высококачественный строительный песок и глину для производства кирпича, имеются запасы известняка.

## Достопримечательности
- Памятник В. И. Ленину в селе Большая Мартыновка[21].
- Памятник командиру конного корпуса Красной армии во время Гражданской войны Борису Мокеевичу Думенко в пгт. Большая Мартыновка.
- Три казачьих куреня в пгт. Большая Мартыновка на ул. Думенко, 25; ул. Лемешко, 15; ул. Лемешко, 19.

Храмы и молитвенные дома:
- Архитектурный комплекс Свято-Троицкой церкви пгт. Большая Мартыновка. Включает в себя Свято-Троицкую церковь, колокольню, церковно-приходную школу, ограду церкви.

К достопримечательностям поселка Большая Мартыновка относятся также:
- Жилой дом купцов-экономистов Верхоломовых.
- Молельный дом помещиков – экономистов Верхоломовых.
- Жилой дом купцов-экономистов Верхоломовых (ул. Ленина, 55)
- Жилой дом Н. Я. Верхоломова.
- Казачий курень Носовой.
- Деревянный крестьянский дом (ул. Ленина, 76)
- Братская могила погибшим в годы Гражданской и ВОВ.

Памятники археологии Мартыновского района:
- Курганная группа "Большемартыновский I" (5 курганов).
- Курганная группа  "Арбузов I" (8 курганов).
- Курган "Большеорловский IV".
- Курганная группа "Братский III" (14 курганов).
- Курганная группа "Мартыновский V" (10 курганов).
- Курган "Молодой Сад II".

Всего на учете в Мартыновском районе находится 169 памятников археологии, включающие в себя курганы, курганные группы, поселения.